# Erytus lindemannae
Erytus lindemannae är en skalbaggsart som beskrevs av Vladimir Balthasar 1960. Erytus lindemannae ingår i släktet Erytus och familjen Aphodiidae. Inga underarter finns listade i Catalogue of Life.